# Code Geass
Code Geass: Lelouch of the Rebellion (コードギアス 反逆のルルーシュ Kōdo Giasu: Hangyaku no Rurūshu?), som ofta kallas slätt för Code Geass, är en japansk animeserie som skapats av Sunrise, regisserad av Gorō Taniguchi och skriven av Ichirō Ōkouchi med originalkaraktärerna designade av mangaka-gruppen Clamp.
Code Geass är en drama-mecha anime som bygger på en alternativ historieskrivning. Det finns tre supermakter men där en av dessa krafter, The Holy Empire of Britannia (med sin huvudstad i dagens Texas, USA) har vida imperialistiska visioner om att lägga under sig större delar av världen.

## Handling
Det är 10 augusti 2010, enligt den kejserliga kalendern, och The Holy Empire of Britannia har erövrat Japan. Med sina kraftfulla högteknologiska robotar The Knightmare Frames har Britannia fråntagit den tidigare stolta nationen sitt oberoende och dess medborgare sina fri- och rättigheter; kvar finns bara en besittning, Area 11. Övriga länder har förhållit sig neutrala och nu härskar Britannia som världens enda supermakt. Efter att den Britanniska kejsaren Charles zi Britannias hustru Marianne blivit brutalt mördad börjar hans son, den intellektuella prinsen Lelouch vi Britannia, att ifrågasätta kejsarens känslokalla inställning till moderns död. I respons till detta sänds Lelouch och hans syster Nunnally till Japan som politisk gisslan av sin far. Övertygad om att Britannia bär orsaken till hans mors död svär Lelouch att störta kejsardömet. Han erhåller den mystiska kraften Geass som ger honom förmågan att tillfälligt kontrollera människor utan att de har minne av det efteråt. Med hjälp av denna förmåga blir Lelouch ledare för motståndsrörelsen med två mål i sikte: att hämnas sin mors död och att skapa en värld i vilken hans syster Nunnally kan vara lycklig.

## Scen (och miljö)

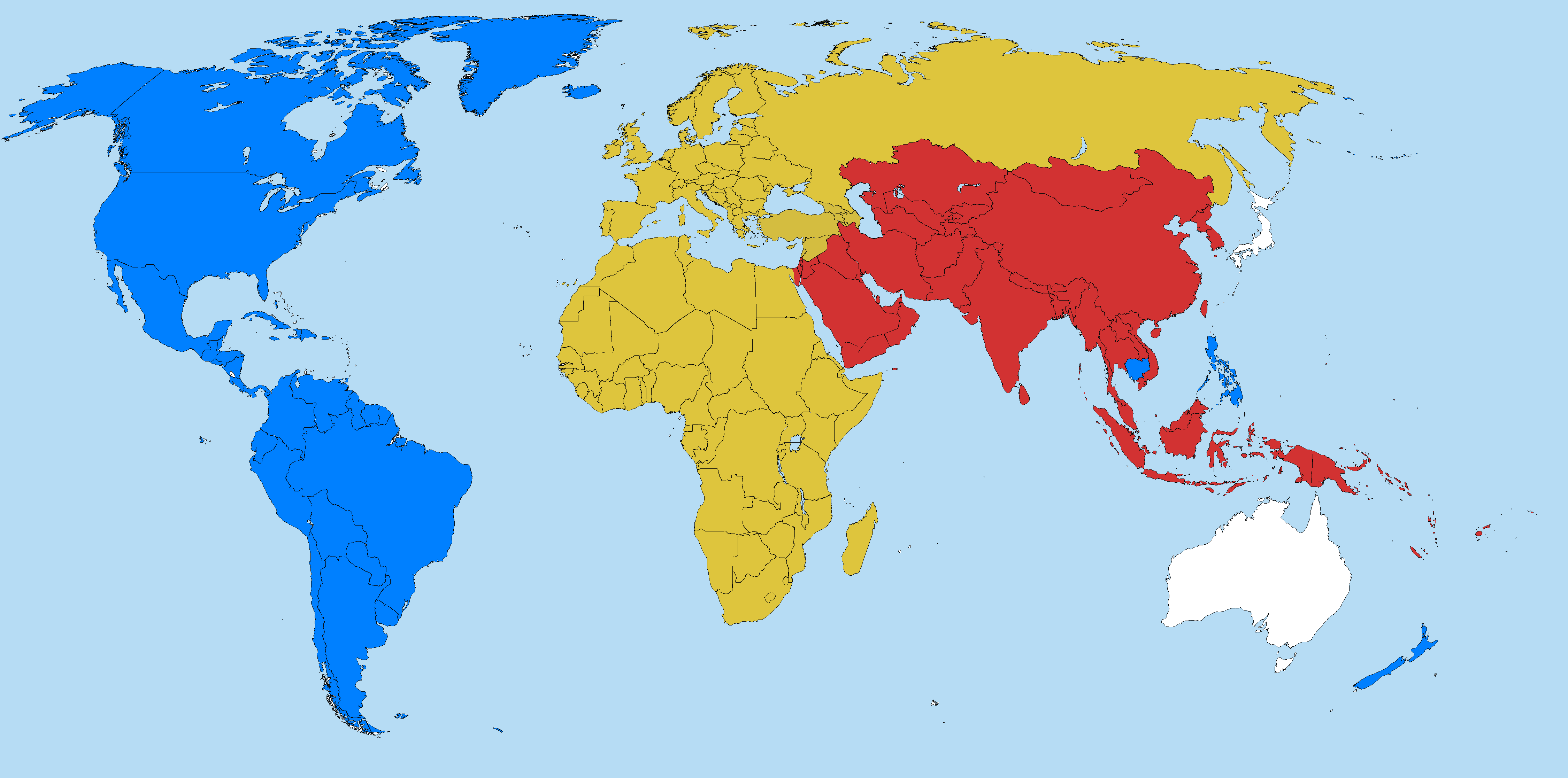
Före invasionen av Japan.
Blå: Britannien
Gul: Euro Universe
Röd: Chinese Federation
Vita: Oberoende stater

Code Geass utspelar sig i ett alternativ universum där de tre supermakterna: Holy Britannian Empire (Britannia), Chinese Federation, och Euro Universe (E.U.) delat upp världen mellan sig (undantaget Australien som är självständigt). Under seriens start bibehålls, om än vacklande, balans mellan de tre rådande stormakterna, men under seriens andra säsong bryts denna maktbalans genom att Britannia erövrar stora delar av E.U. Dessutom iscensätter Lelouch en revolution i den Kinesiska federationen och skapar därefter en ny allians, United Federation of Nations (U.F.N.), vilket innebär att antalet stormakter reduceras till två.

### Holy Britannian Empire
Det Britanniska imperiet/kejsardömet (神聖ブリタニア帝国 Shinsei Buritania Teikoku?) är en kejserlig monarki och den mäktigaste supermakten i världen som Code Geass utspelar sig i. Dess rike utgör mer än en tredjedel av jorden, är beläget i Nordamerika och kejsardömets huvudstad, Pendragon, är beläget i Texas nära kusten mot Mexikanska golfen. Samhället är hierarkiskt uppbyggt av ett aristokratiskt styre (utmålat som en karikatyr av socialdarwinism) där adeln ständigt konkurrerar mellan sig om att befinna sig på toppositionen, medan befolkningen i erövrade områden (och som benämns antingen efter områdets tilldelade nummer eller helt enkelt som Numbers) antingen lever i fattigdom eller som ojämlika heders-britannier.
Under seriens första säsong kontrollerar Britanien hela det västra halvklotet (båda de amerikanska kontinenterna), Nya Zeeland, de nyligen erövrade Japan (Area 11) och Area 18 (ett område i Mellanöstern). Under seriens andra säsong lyckas Britannien erövra runt hälften av E.U. genom att ta Frankrike, Spanien och den västra halvan av Afrika och Ryssland i sin besittning.
Britanniens historia börjar i och med Julius Cesars invasion av vad som motsvarar England. En keltisk storkung utses och lyckas stå emot den romerska invasionen vilket leder till upptakten för den kejserliga Britanniska ätten och instiftandet av absolut monarki i Britannien. Denna händelse utgör också grunden för den Britanniska tideräkningen och benämns som Ascension Throne Britannia (a.t.b.) alternativt den kejserliga kalendern (dess tideräkning ligger femtiofem år tidigare än den gregorianska kalendern).

### Japan, Area 11

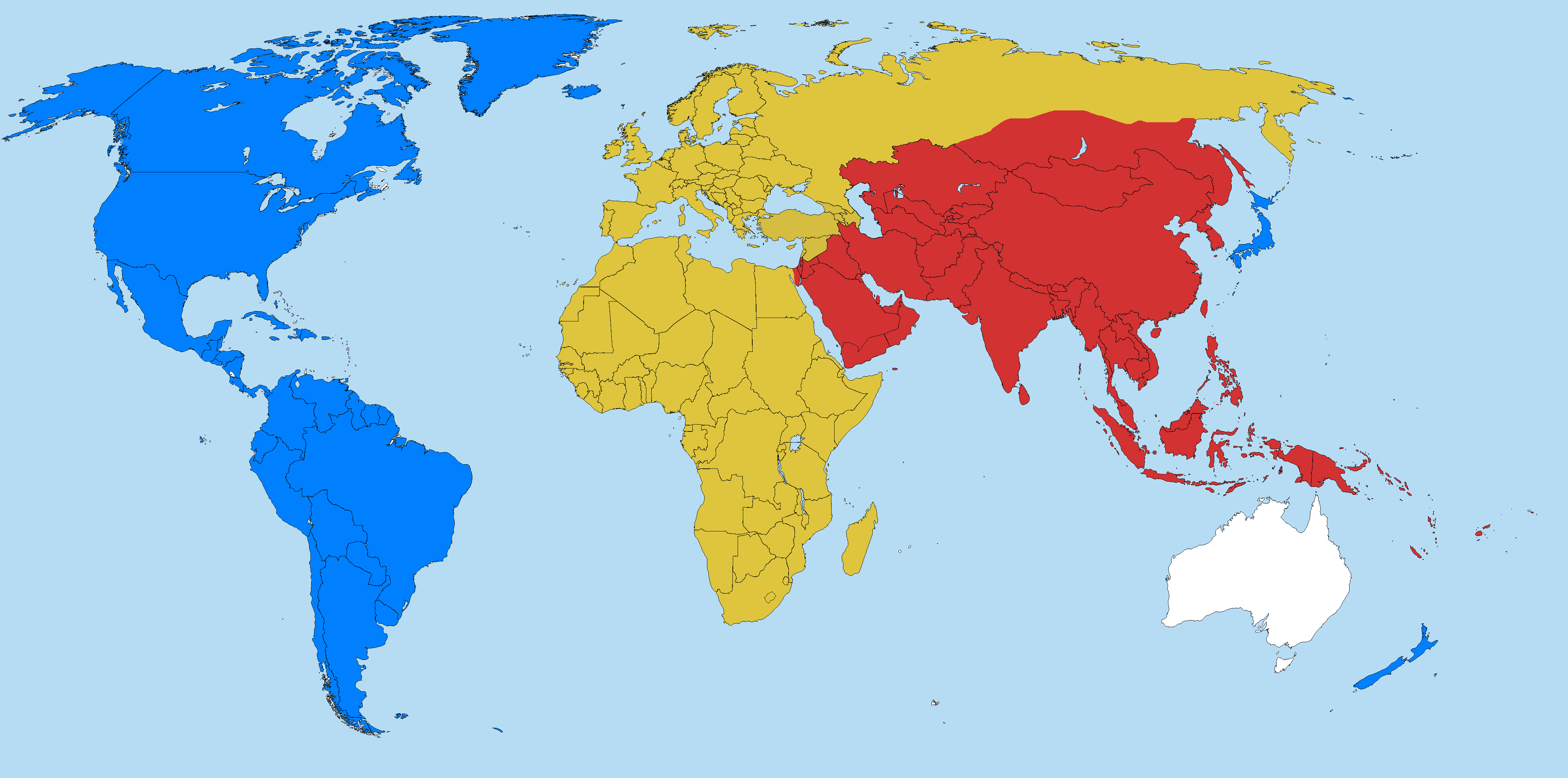
Invasionen av Japan.
Blå: Britannien
Gul: Euro Universe
Röd: Chinese Federation
Vita: Oberoende stater

Japan (日本 Nihon eller Nippon?) står för över 70 procent av världstillgången av den energirika mineralen sakuradit vilket också är bakgrunden till den Britanniska invasion av landet. Under det Britanniska styret döps besittningen om till Area 11. Genom sitt alter-ego Zero strävar Lelouch att återställa den japanska självständigheten till United States of Japan som en del av hans plan att störta Britannien.

### Chinese Federation
Den kinesiska federationen (中華連邦 Chūka Renpō?) är kejserlig monarki och den mest folkrika men även den fattigaste supermakten i Code Geass. Dess herravälde sträcker sig över Asien (innefattande central-, syd-, öst-, och Sydostasien, Sachalin, samt Koreahalvön) och Stilla havsområdet.
Federationens politiska uppbyggnad och organisation ter sig väldigt lik den som rådde under det kinesiska kejsardömet där kejsaren ansågs vara en levande gudomlighet och höll absolut politisk makt. Genom att utnyttja regerande kejsarinnan Tianzis unga ålder och oerfarenhet lyckas de kejserliga eunuckerna (大宦官 Dai Kangan?) ta över den egentliga makten och sålunda reducera det kejserliga ämbetet till en marionett för deras ändamål. Den kinesiska federationens styre har sitt säte i den Vermilionska förbjudna staden (朱禁城 Shu Kinjō?) vilken är belägen i huvudstaden Luoyang.
Under första säsongen försöker den kinesiska federationen invadera Japan under förevändningen att "befria" landet, genom att nyttja tidigare japanska tjänstemän som lever i exil, vilket dock misslyckas. I hopp om att ett självständigt Japan skall stötta ett indiskt självstyre gentemot Kina lånar den indiska motståndsrörelsen ut sin vapentekniker Rakshata till Zeros Black Knights.
Under andra säsongen etableras ett kinesiskt konsulat i samråd med den lokala britanniska myndigheten; eunucken Gao Hai för förhandlingarna för konsulatets räkning med strävan att uppnå ett stabilt kinesiskt fotfäste inom kolonin. Efter att blivit utvisade från Japan lyckas Black Knights få kontroll över de konstgjorda Horai-öarna (蓬萊島?) belägna utanför den kinesiska kusten. Zero och hans Black Knights lyckas senare även störta den kinesiska federationens regering och återinstallera kejsarinnan Tianzis som federationens faktiska ledare. Kort därefter kollapsar dock den kinesiska federationen och dess tidigare medlemsländer uppgår istället i den nya United Federation of Nations.

### Euro Universe
Euro Universe (ユーロ・ユニバース Yūro Yunibāsu?), eller E.U., är en demokratisk union omfattandes hela Europa (inklusive Storbritannien), Afrika, samt Ryssland. E.U. har under lång tid varit involverad i en konflikt med Britannien. I andra säsongen lyckas de Britanniska styrkorna under Schneizels ledning erövra nästan hälften av E.U.-territoriet: Portugal, Spanien, Frankrike, halva Afrika, och hela Ryssland. Efter denna förlust väljer bland annat medlemsnationerna Italien, Österrike, och Polen att lämna unionen för att i stället gå med i United Federations of Nations. Kvar i E.U. finns endast Storbritannien, Irland, Tyskland, Nederländerna, Belgien, Norge, Danmark, Sverige, Finland, Ukraina, Vitryssland, samt ett område i Afrika i närheten av Kongo-Kinshasa.

### United Federation of Nations

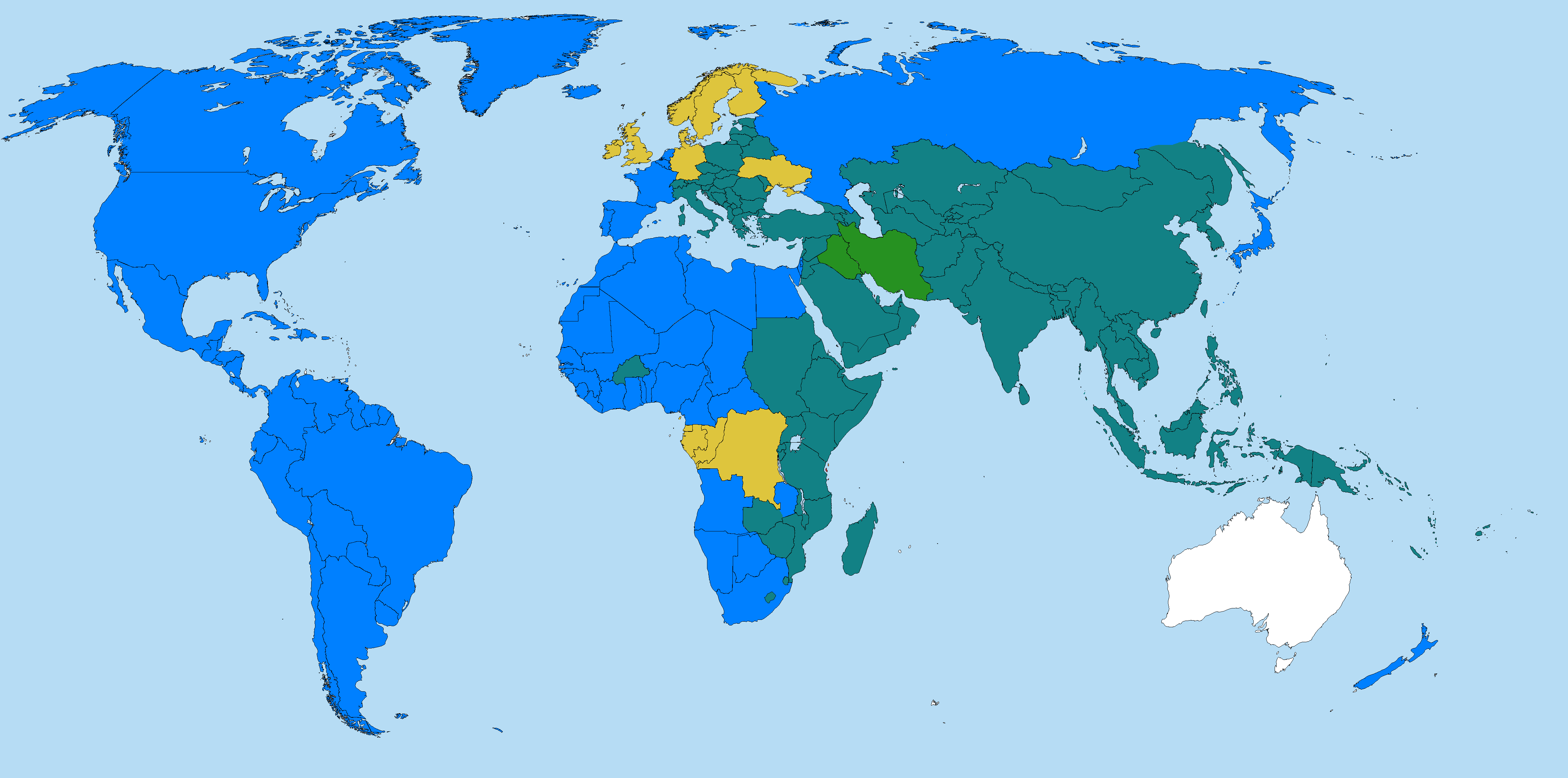
Efter invasionen av Japan. Världens nationer utanför Britannia går ihop i United Federation of Nations.
Blå: Britannien
Gul: Euro Universe
Grön: United Federation of Nations
Vita: Oberoende stater

Efter kollapsen av Euro Universe och revolten i kinesiska federationen väljer de kvarvarande nationer, som ännu inte står under Britanniskt styre, att bilda koalitionen United Federation of Nations, U.F.N. Dess flagga är gul med en duva och tre sammanlänkade cirklar. Lelouch nyttjar den nybildade alliansen för att motverka Britanniens frammarsch mot att bli världens enda stormakt.
U.F.N. består av 47 länder utspridda över Central- och Östeuropa, Östafrika samt huvuddelen av den asiatiska kontinenten. Beslut inom koalitionen avgörs genom två-tredjedels majoritet; respektive medlemsnations ledares röstandel avgörs utifrån folkmängden i respektive land. Medlemsnationerna har avskaffat sina individuella väpnade styrkor för att i stället uppgå i en supranationell försvarsmakt under Black Knights ledning.

## Geass och Odödliga
Geass (ギアス giasu?), även benämnd som (the) Power of King (Kungliga kraften) (王の力 Ō no Chikara?), är en mystisk förmåga som särskilda personer kan ge åt andra människor (själva ordet kan vara en avsiktlig förvanskning av geas eller geis, som är en typ av magiskt kontrakt inom irländsk mytologi). Enligt en engelsk utgåva av Newtype har Geass-kraften någonting att göra med själva mänsklighetens existens och kan nyttjas för att förgöra eller förvandla i stort sett vad som helst. Förmågan manifesteras som en fågelliknande symbol och skimrar i rött när den aktiveras.

Den fågelliknande symbol som manifesteras i avsändarens öga vid nyttjandet av kraften Geass.

En Geass utgörs av ett avtal mellan en Immortal (Odödlig) och en vanlig människa som i sin tur erhåller en unik kraft som manifesteras i innehavarens ena öga. Varje gång innehavaren utnyttjar sin Geasskraft blir den starkare och slutligen kan det leda till att kraften i sig blir så stark att innehavaren tappar kontroll över den (till exempel förlorar en av karaktärerna, Mao, kontroll över sin Geasskraft att läsa andra människors tankar, vilket leder till att han inte kan stänga av förmågan och således ständigt hör sin omgivnings tankar). Geassinnehavaren kan dock lära sig att kontrollera sin kraft fullt ut. Beviset på att en innehavare fullständigt lyckats tämja sin Geasskraft yttrar sig genom att Geassmanifestationen blir synlig i båda ögonen i stället för endast i ett öga. När en Geass nått sin fulla potential kan innehavaren motta sin Odödlige motparts "Code" vilken ger Geassinnehavaren odödlighet. En nybliven Odödlig kommer i så fall erhålla Geassmärket någonstans på sin kropp, immunitet mot Geass, samt förmågan att sluta egna Geass-avtal med vanliga, dödliga människor. Detta leder dock till att den tidigare Geass-givaren återigen blir dödlig (vilket vidmakthållet en oändlig cykel mellan Geass-givare och Geass-mottagare). Denna process behöver ej ske i samförstånd mellan de inblandade parterna (till exempel blev C.C. påtvingad sin Code medan V.V. förlorar sin till kejsar Charles zi Britannia mot sin vilja).
Förutom sina Geass-relaterade krafter har Odödliga en egen uppsättning av förmågor. Bland annat kan de projicera bilder till andras sinnen och få dem att hallucinera, de kan avgöra i fall någon har mottagit en Geass eller ej, samt telepatiskt kommunicera mellan varandra.
Varje Geasskraft har sina egna unika förmågor och begränsningar (till exempel kan Lelouch använda sin Geassfömåga endast en gång på varje person han använder den mot), vilket kan utnyttjas av någon som är väl medveten av en Geasskrafts karaktäristiska drag. Djupare förståelse av Geasskraften leder till och med till utvecklingen av en maskin som kan motverka dess effekter. Enligt C.C. i animeserien avgörs mottagarens Geass-förmågor av mottagarens innersta önskan och begär. Således har alla Geassförmågor som visats i serien varit relaterade till sinnet och haft påverkan över saker som känslor, uppfattningar, och minnen.

## Kontrovers
Den 14 september 2008 reagerade Folkrepubliken Kina med att kräva av Youku (en av de största videosatjerna (Videocommunity)) skulle ta bort alla videor som hade med Code Geass att göra. Förutom faktorer rörande upphovsrättsintrång, verkar Code Geass vara emot den kinesiska censuren, vilket har nämnts i artiklar rörande diskussioner om sex och våld gällande videosajterna.